# همخوان کامی

واجگاه (کارا و ناکارا): ۱. برون‌لبی، ۲. درون‌لبی، ۳. دندانی، ۴. لثه ای، ۵. پس‌لثه ای، ۶. پیش‌کامی، ۷. کامی، ۸. نرمکامی، ۹. ملازی(زبانکی)، ۱۰. حلقی، ۱۱. چاکنایی، ۱۲. برون‌چاکنایی، ۱۳. ریشه‌ای، ۱۴. پس‌پسینی، ۱۵. پیش‌پسینی، ۱۶. تیغه‌ای، ۱۷. نوکی و ۱۸. زیرنوکی

همخوان کامی یا همخوان سخت‌کامی (به انگلیسی: palatal consonant) همخوانی است که از برخورد زبان با سخت‌کام تولید می‌شود. اگر نوک زبان هنگام تولید این همخوانها در حالت برگشته باشد همخوان تولید شده را همخوان برگشتی می‌گویند. رایج‌ترین همخوان کامی، ناسوده بسیار رایج ی است که در میان ده صدای رایج در زبان‌های دنیا قرار دارد.